# Flinders Shire
Koordinaten: 20° 50′ S, 144° 12′ O

Das Shire of Flinders ist ein lokales Verwaltungsgebiet (LGA) im australischen Bundesstaat Queensland. Das Gebiet ist 41.200 km² groß und hat etwa 1500 Einwohner.

## Geografie
Das Shire liegt in der Nordhälfte des Staats etwa 1160 km nordwestlich der Hauptstadt Brisbane.
Größte Stadt und Verwaltungssitz der LGA ist die Stadt Hughenden mit etwa 1050 Einwohnern. Weitere Ortschaften sind Dutton River, Porcupine, Prairie, Stamford, Tangorin und Torrens Creek.

## Geschichte
Durch das Shire fließt Queenslands längster Fluss, der nach dem Forscher Matthew Flinders benannte Flinders River. Ab 1863 wurde die fruchtbare Region besiedelt und ab 1882 wurde in Hughenden eine lokale Verwaltung installiert. 1887 wurden Stadt und Umland getrennt und 1915 wurde das Gebiet in Richmond Shire und Flinders Shire aufgeteilt. Seit 1958 gehört Hughenden als Verwaltungssitz wieder zu Flinders.

## Verwaltung
Der Flinders Shire Council hat fünf Mitglieder. Der Mayor (Bürgermeister) und vier weitere Councillor werden von allen Bewohnern des Shires gewählt. Die LGA ist nicht in Wahlbezirke unterteilt.